# Ножинко
Ножинко (пол. Nożynko) — село в Польщі, у гміні Чарна Домбрувка Битівського повіту Поморського воєводства.
Населення — 151 особа (2011).
У 1975—1998 роках село належало до Слупського воєводства.

## Демографія
Демографічна структура станом на 31 березня 2011 року:
|          | Загалом | Допрацездатний вік | Працездатний вік | Постпрацездатний вік |
| -------- | ------- | ------------------ | ---------------- | -------------------- |
| Чоловіки | 74      | 23                 | 46               | 5                    |
| Жінки    | 77      | 20                 | 40               | 17                   |
| Разом    | 151     | 43                 | 86               | 22                   |